# JAPUNCH
JAPUNCH（ジャパンチ）は、一コマ漫画を執筆する6人の日本の漫画家グループ。
現在のメンバーは、鮎沢まこと、ウノ・カマキリ、クミタ・リュウ、クロイワ・カズ、所ゆきよし、森田拳次｡

## 変遷
前身は、1987年にフランスで日本人初のFECO（ヨーロッパ漫画家連盟）の会員になった山井教雄が帰国後森田拳次に声をかけ、森田の旧知の漫画家ら10人の漫画家たちにより結成された「FECO NIPPON」である。活動の舞台は、当初主に海外展覧会に求めた。
1997年、森田らは「JAPUNCH」を結成。新しいグループとしてスタートを切る。その後小澤一雄が脱退し、鮎沢まことが加入するなどメンバーの変遷があった（矢尾板賢吉は2009年に死去）。現在に至るまで、主に印刷媒体を中心として活動している。森田、クミタ、ウノ、所らは、漫画家協会の理事や漫画家協会賞の審査委員といったポストを断続しながら務めている。

## 作品集
- 『CATOON』(ミナトレナトス刊、1999) - 〈猫〉がテーマのひとコマ漫画集｡
- 『BBOW WOWW』(ミナトレナトス刊、2000) - 〈犬〉がテーマのひとコマ漫画集｡
- 『VIVA,CHEF!』(ミナトレナトス刊、2001) - 〈料理〉がテーマのひとコマ漫画集｡
- 『CIN CIN』(ミナトレナトス刊、2002) - 〈酒〉がテーマのひとコマ漫画集｡
- 『I LOVE SPORTS』(A.セーリング刊、2005) - 〈スポーツ〉がテーマのひとコマ漫画集｡
- 『IMAGINE』(ミナトレナトス刊、2003) - 平和の“創像”がテーマのひとコマ漫画集｡
- 『JAPAN as SAMURAI』（本作り空、2014） - 表題どおり、〈日本〉と〈さむらい〉がテーマのひとコマ漫画集。各人1冊、6冊セット。

## 受賞歴
- 『VIVA,CHEF!』で､平成13年度第5回文化庁メディア芸術祭マンガ部門優秀賞
- 『CIN CIN』で､平成14年度(第6回)文化庁メディア芸術祭・マンガ部門(審査委員会推薦作品)